# Departamento Minas (Córdoba)

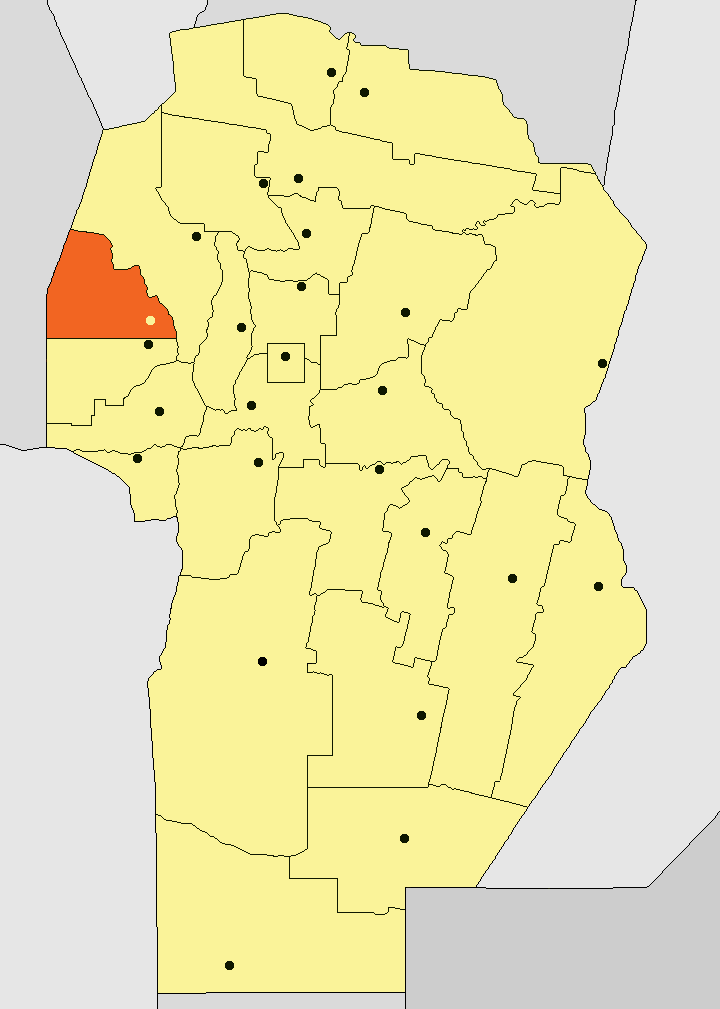
Lage des Departamento Minas in der Provinz Córdoba

Minas ist ein Departamento im westlichen Teil der zentralargentinischen Provinz Córdoba.
Insgesamt leben dort 4870 Menschen auf 3571 km², das entspricht einer Bevölkerungsdichte von 1,4 Bewohnern pro km². Die Hauptstadt des Departamento ist San Carlos Minas, sie liegt 159 km von der Provinzhauptstadt Córdoba entfernt.

## Städte und Dörfer
- Ciénaga del Coro
- El Chacho
- Estancia de Guadalupe
- Guasapampa
- La Playa
- San Carlos Minas
- Talaini
- Tosno[2]